# Вольф, Андрей Мартынович
Андрей Мартынович Вольф (28 июля 1791[…], Санкт-Петербург — 30 марта 1852, неизвестно) — российский акушер, врач. В 1832 году произвёл первое в России успешное переливание крови.

## Биография
Андрей Мартынович Вольф родился в Петербурге 28 июля 1791 года.
Подробности биографии Вольфа неизвестны, что объясняется отсутствием каких-либо академических званий у Вольфа. Он был практикующим врачом, занимал должность «гражданский генерал-штаб-доктор». Эта должность в правительстве Санкт-Петербурга означала положение младшего (позднее — старшего) акушера-гинеколога. Он работал под официальным руководством академика С. Ф. Хотовицкого, профессора Медико-хирургической академии, который поддерживал переливание крови и мог быть инициатором командировки Вольфа в Лондон.
20 апреля 1832 года Андрей Мартынович Вольф впервые успешно перелил роженице с акушерским кровотечением кровь её мужа и тем самым спас ей жизнь. Вольф использовал для переливания аппарат и методику, полученную им от пионера мировой трансфузиологии Джеймса Бланделла, который выполнил первую успешную трансфузию в Лондоне 25 сентября 1818 года.
Известен точный адрес первого переливания крови в России. Операция была выполнена на квартире пациентки, которая жила в доме И. В. Рогинского, современный адрес которого — Санкт-Петербург, Лермонтовский проспект, дом 9.
Умер 30 марта 1852.